# Rio Pirá Paraná
Rio Pirá Paraná är ett vattendrag i Colombia.   Det ligger i departementet Vaupés, i den sydöstra delen av landet, 700 km sydost om huvudstaden Bogotá.